# سنت بلیز
بلیز (ارمنی: Սուրբ Վլասի, Soorp Vlasi ; یونانی: Άγιος Βλάσιος, Agios Vlasios؛ همچنین معروف به سنت بلیز) پزشک و اسقف سیواس در ارمنستان تاریخی (سیواس مدرن ، ترکیه) بود. به گفته آکتا سنتوروم، وی با ضرب و شتم کشته شده‌است. در کلیسای لاتین جشن او در تاریخ ۳ فوریه، در کلیساهای شرقی در ۱۱ فوریه برگزار می‌شود.

## منشأ
اولین منابع در دسترس از وی، در دست نوشته‌های پزشکی آتیوس امیدنوس، پزشک دربار اواخر قرن ۵ یا اوایل قرن ششم است.
مارکو پولو مکانی را گزارش داد که «سنت بلیز» در آن جا به قتل رسیده‌است. مکان کشته شدن وی در نزدیکی کوه ارگ توسط ویلیام از روبروک در سال ۱۲۵۳ ذکر شده‌است. با این حال، به نظر می‌رسد دیگر وجود ندارد.